# Thera vetustata
Thera vetustata är en fjärilsart som beskrevs av Ignaz Schiffermüller 1775. Thera vetustata ingår i släktet Thera och familjen mätare. Inga underarter finns listade i Catalogue of Life.